# Hößgang
Hößgang ist eine Ortschaft und eine Katastralgemeinde in der niederösterreichischen Gemeinde Neustadtl an der Donau.

## Geschichte

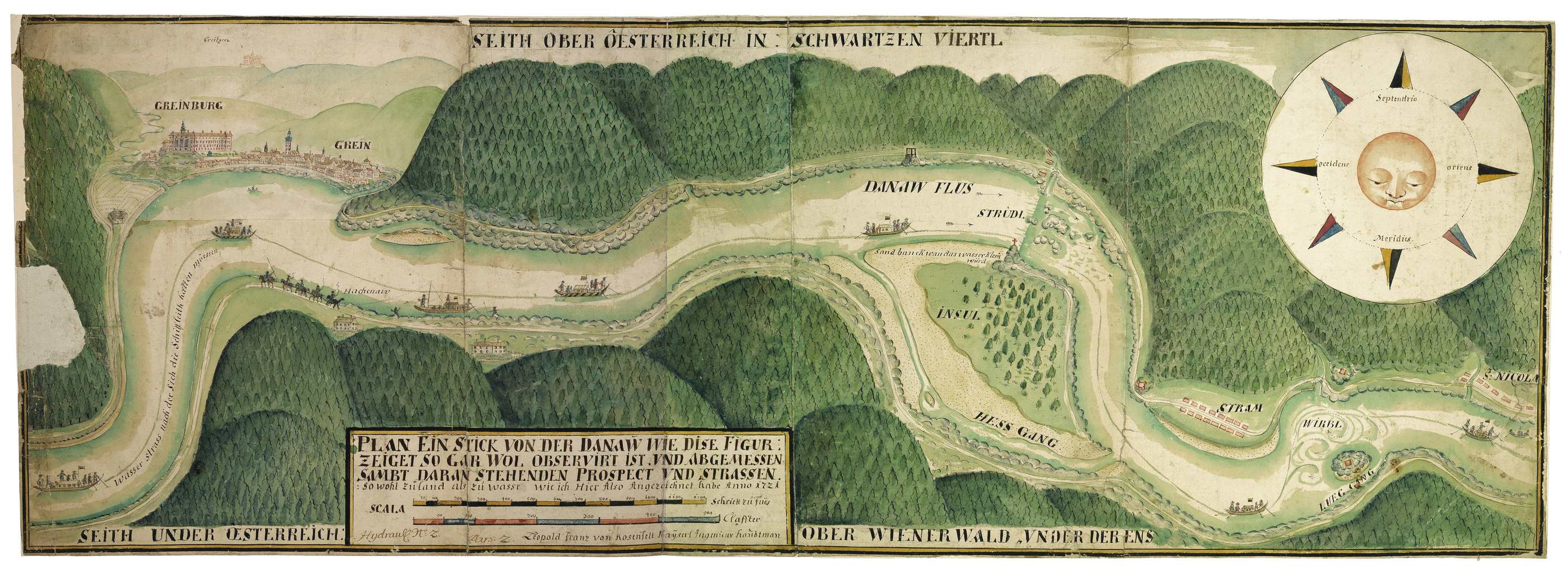
Karte von Hösgang (Mitte rechts) aus 1721

Der historische Begriff Hößgang bezeichnet den Weg längs des rechten Donauufers am Strudengau zwischen Ardagger und Ybbs an der Donau, der früher zum Treideln genutzt wurde und von Süden her schwer zugänglich war. Im Ort Hößgang konnte er in Richtung Neustadtl verlassen werden. Diese Stelle war früher durch die Burg Hößgang (oder Mitter-Lueg) gesichert, die erstmals 1449 im Wallseer Urbar aufscheint, aber heute nur mehr als Trümmerfeld vorhanden ist. Im Jahr 1822 wurde der Ort als Markt mit 25 Häusern genannt, der nach Neustadtl eingepfarrt war, wohin auch die Kinder eingeschult wurden. Die Herrschaft Greinburg besaß die Ortsobrigkeit und hatte die Grundherrschaft inne. Die Landgerichtsbarkeit wurde von der Herrschaft Seisenegg ausgeübt, die auch die Konskription besorgte. Im 18. Jahrhundert befand sich hier eine Kalkbrennerei, die das von der Donau transportierten Kalkgeschiebe zu Maurerkalk brannte, und mehrere Holzhändler. Mit dem Aufkommen der motorisierten Schifffahrt und der Verlagerung des Güterverkehrs auf die Westbahn verlor der Hößgang aber an Bedeutung. Laut Adressbuch von Österreich waren im Jahr 1938 in Hößgang zwei Gastwirte, ein Müller, ein Schuster und ein Landwirt mit Direktvertrieb ansässig.
Durch die Errichtung des Kraftwerkes Ybbs-Persenbeug und besonders in den 1970er-Jahren wurde der Ort, zudem an einem Altarm der Donau und südlich der Insel Wörth gelegen, für Freizeitzwecke wiederentdeckt und in einer Besiedelungswelle neu erschlossen. Der Ort kann heute über eine bei der Donaubrücke Grein abzweigende Straße angefahren werden und von Süden über Neustadtl. Der Abschnitt zwischen Hößgang und Freyenstein hingegen ist nur für Füßgänger und Fahrräder freigegeben.

## Siedlungsentwicklung
Zum Jahreswechsel 1979/1980 befanden sich in der Ortschaft 34 Bauflächen auf insgesamt 9538 m² und 79 Gärten auf 139981 m², 1989/1990 waren es bereits 114 Bauflächen. 1999/2000 war die Zahl der Bauflächen auf 287 angewachsen, wobei 140 Gebäude bestanden. 2009/2010 waren es 147 Gebäude auf 312 Bauflächen.

## Landwirtschaft
Die Katastralgemeinde ist forstwirtschaftlich geprägt. 618 Hektar wurden zum Jahreswechsel 1979/1980 landwirtschaftlich genutzt und 1909 Hektar waren forstwirtschaftlich geführte Waldflächen. 1999/2000 wurde auf 400 Hektar Landwirtschaft betrieben und 1985 Hektar waren als forstwirtschaftlich genutzte Flächen ausgewiesen. Ende 2018 waren 350 Hektar als landwirtschaftliche Flächen genutzt und Forstwirtschaft wurde auf 1956 Hektar betrieben. Die durchschnittliche Bodenklimazahl von Hößgang beträgt 28,1 (Stand 2010).